# 新日本ハウス (埼玉県の企業)
新日本ハウス株式会社（しんにほんハウス）は、日本のリフォーム会社。埼玉県越谷市に本社を置くリフォームを専門とする会社である。
奈良県及び愛媛県などにも同名の企業が存在するが、同社とは無関係である。

## 概要
1986年10月創業。1988年11月設立。
首都圏に営業所を設置して展開しているリフォーム会社。
住宅・マンションなどのリフォーム工事を始め、建築家田中剛とのコラボレーションによりデザイナーズハウス「D&D」も展開。

## テレビCM
2000年からはイメージキャラクターにシンガーソングライターの吉幾三を起用。吉が手掛けるCMソング『Dream』と共に話題となり、CD化もされた。
テレビCMは基本的に関東地方のみの放映だが、テレビ東京系列では、ネット番組のスポンサーを介して全国で視聴出来る。

## 提供番組
- ひるおび!・JNNニュース（TBS）